# Kuehneromyces mutabilis
Kuehneromyces mutabilis (Jacob Christian Schäffer, 1774 ex Singer & A.H.Sm. 1946), sin. Pholiota mutabilis (Jacob Christian Schäffer, 1774 ex  Paul Kummer (1871), din încrengătura Basidiomycota, în familia Strophariaceae și de genul Kuehneromyces, este o ciupercă comestibilă, denumită în popor gheba ciobanilor sau popinci. Acest burete este o specie saprofită care crește în România, Basarabia și Bucovina de Nord în tufe cu multe exemplare, în primul rând în păduri de foioase pe cioturi și bușteni de stejari și fagi în putrefacție, apărând ocazional la mai mult de 700 m peste nivelului mării de asemenea pe rășinoase. Perioada favorită de dezvoltare o are din aprilie până în noiembrie, dar în ani cu ierni blânde apare pe tot parcursul anului.

## Istoric

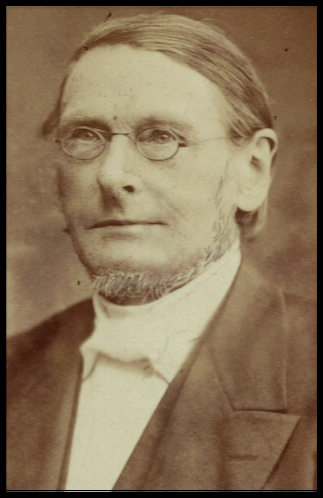
Paul Kummer

Inițial, în anul 1774, botanistul și micologul german Jacob Christian Schäffer a descris această specie în opera sa Fungorum qui in Bavaria et Palatinatu circa Ratisbonam nascuntur icones, nativis coloribus expressae sub numele Agaricus mutabilis. Ea a fost redenumită de micologul german Paul Kummer în lucrarea sa Der Führer in die Pilzkunde: Anleitung zum methodischen, leichten und sicheren Bestimmen der in Deutschland vorkommenden Pilze mit Ausnahme der Schimmel- und allzu winzigen Schleim- und Kern-Pilzchen din 1871 în Pholiota mutabilis''. Acest nume binomial mai este folosit până în prezent (2018) pe lângă taxonul actual.
În 1946, micologii Rolf Singer (1906-1994) și Alexander Hanchett Smith (1904-1986) au creat genul Kuehneromyces, în onoarea micologului francez Robert Kühner (1903-1996), transferând acest soi sub taxonul astăzi valabil (2018) Kuehneromyces mutabilis. (Acestui gen nou mai aparțin: K. brunneoalbescens, K. castaneus, K. leucolepidotus, K. lignicola, K. marginellus, K. terrestris și K. vernalis.)
Încercarea de redenumire din 1886 în Dryophila mutabilis prin renumitul Lucien Quélet, de verificat în cartea sa Enchiridion Fungorum in Europa media et praesertim in Gallia Vigentium, nu a fost de succes, de asemenea mai multe alte denumiri (vezi și infocaseta). Ele însa sunt acceptate sinonim.

## Descriere

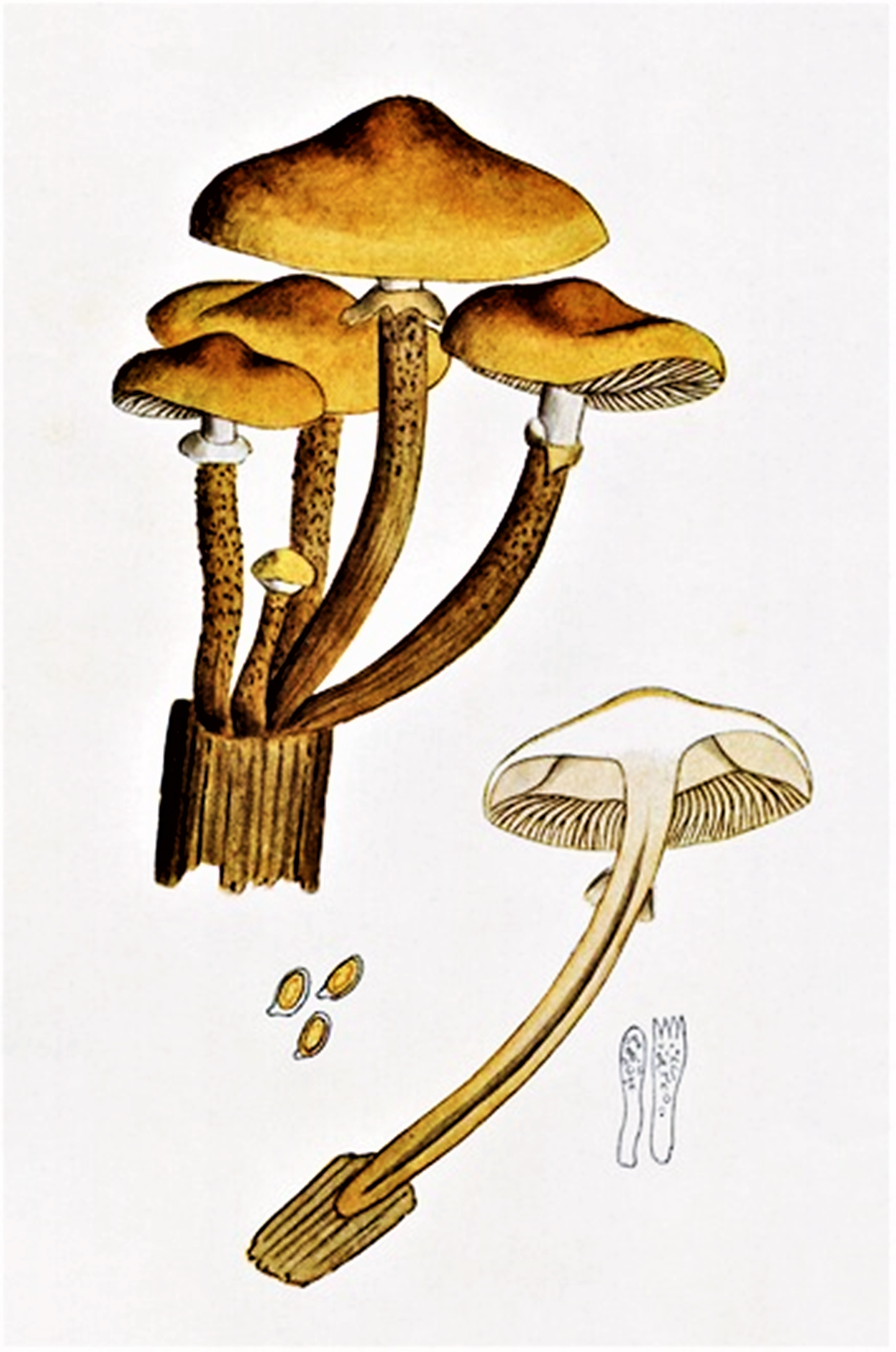
Bres.: Ph. mutabilis

- Pălăria: are un diametru de 4-8 (10) cm, este cărnoasă, sinuoasă și fragilă, la început convexă, aplatizând odată cu maturizarea, adesea cu un gurgui vizibil, cu marginea ondulată și crestată. Cuticula este puțin umedă, netedă și câteodată brăzdată precum cu solzișori trecători în partea inferioară. Culoarea variază între un maroniu ca scorțișoara peste galben-brun la ocru-deschis, dar în totdeauna cu partea exterioară mai închisă de culoare cu aspect apos.
- Lamelele: sunt numeroase, înalte și cărnoase, spațiate larg, mai rar chiar și ondulate, serate, cu lameluțe intercalate și puțin decurente la picior. Coloritul este la început gălbui, devenind cu vârsta brun ca scorțișoara. Ele sunt acoperite inițial de vălul parțial (velum partiale) de culoarea muchiilor.
- Piciorul: are o înălțime de  3-6 cm și o lățime de 0,3-0,7 cm, este cilindric, subțire, arcuit când crește în grup, uscat și mai întâi plin apoi împăiat, în sfârșit gol pe interior. El are o manșetă volatilă, de culoarea lamelelor (rest al vălului parțial), dar zona inelară rămâne vizibilă în totdeauna, atunci brună-negricioasă. Piciorul este neted în partea superioară și solzos, depărtat în direcții diferite, în partea inferioară, fiind spre pălărie de culoare albicioasă, dar brună în centru și negricioasă la bază.
- Carnea: este cărnoasă, moale și fragedă în pălărie, un pic mai fibroasă în picior, plăcută la gust, cu un miros ușor „de ciuperci”, de culoare albă, pătându-se cu maroniu odată cu vârsta.[4][5]
- Caracteristici microscopice: are spori cu por de germen vizibil, fiind elipsoidali, netezi, cu o mărime de 6-8 x 4-5 microni. Coloritul pulberii lor este galben-ocru.
- Reacții chimice: Carnea se colorează cu Hidroxid de potasiu imediat brun-negricios și cu tinctură de Guaiacum albastru.[13][14]

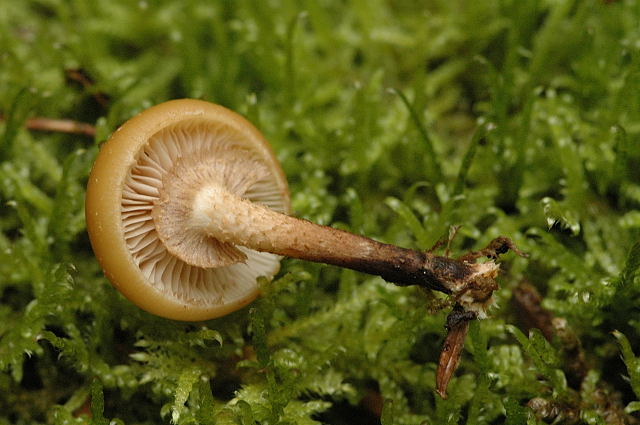
K. mutabilis: lamele, inel, picior
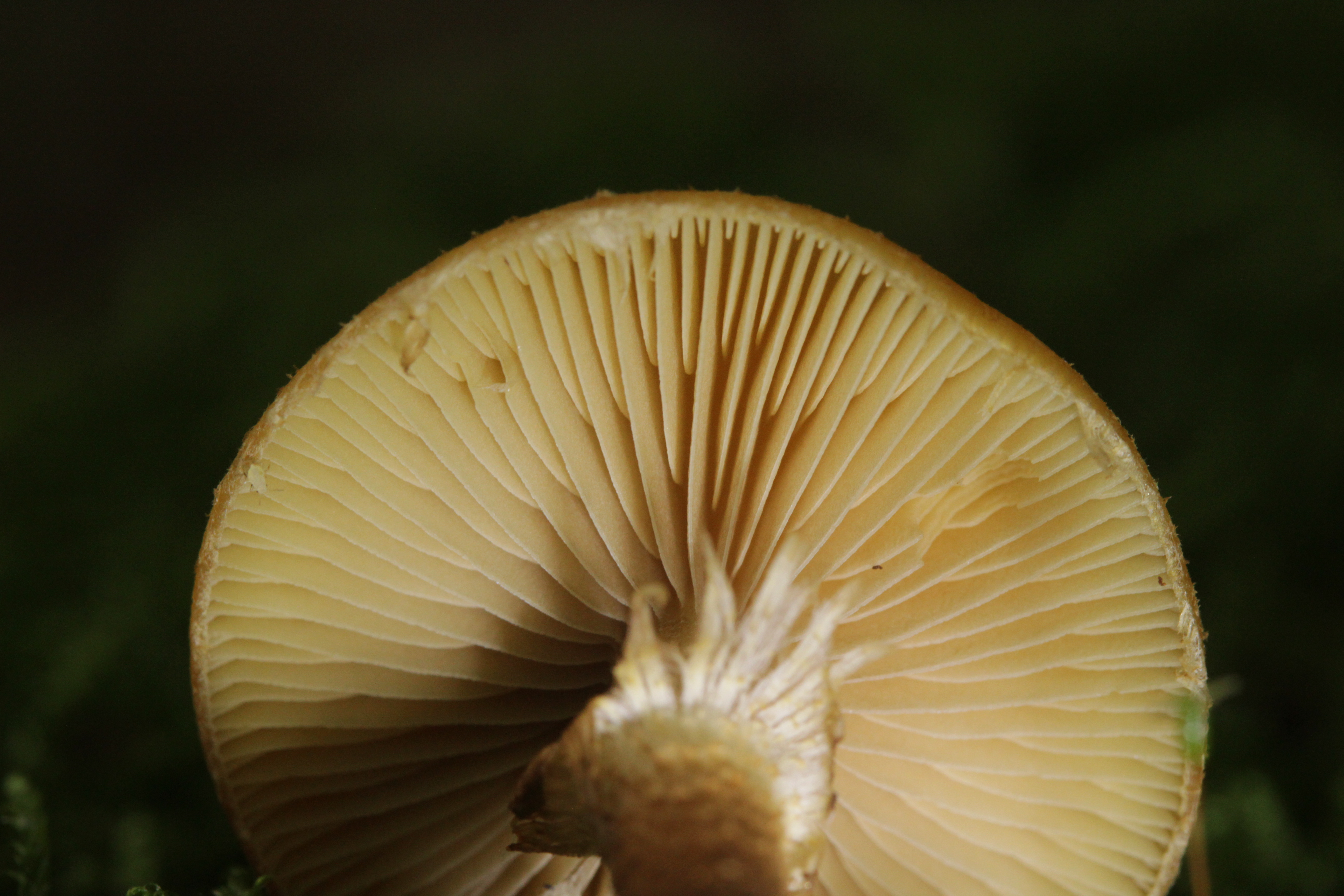
K. mutabilis: lamele din apropiere
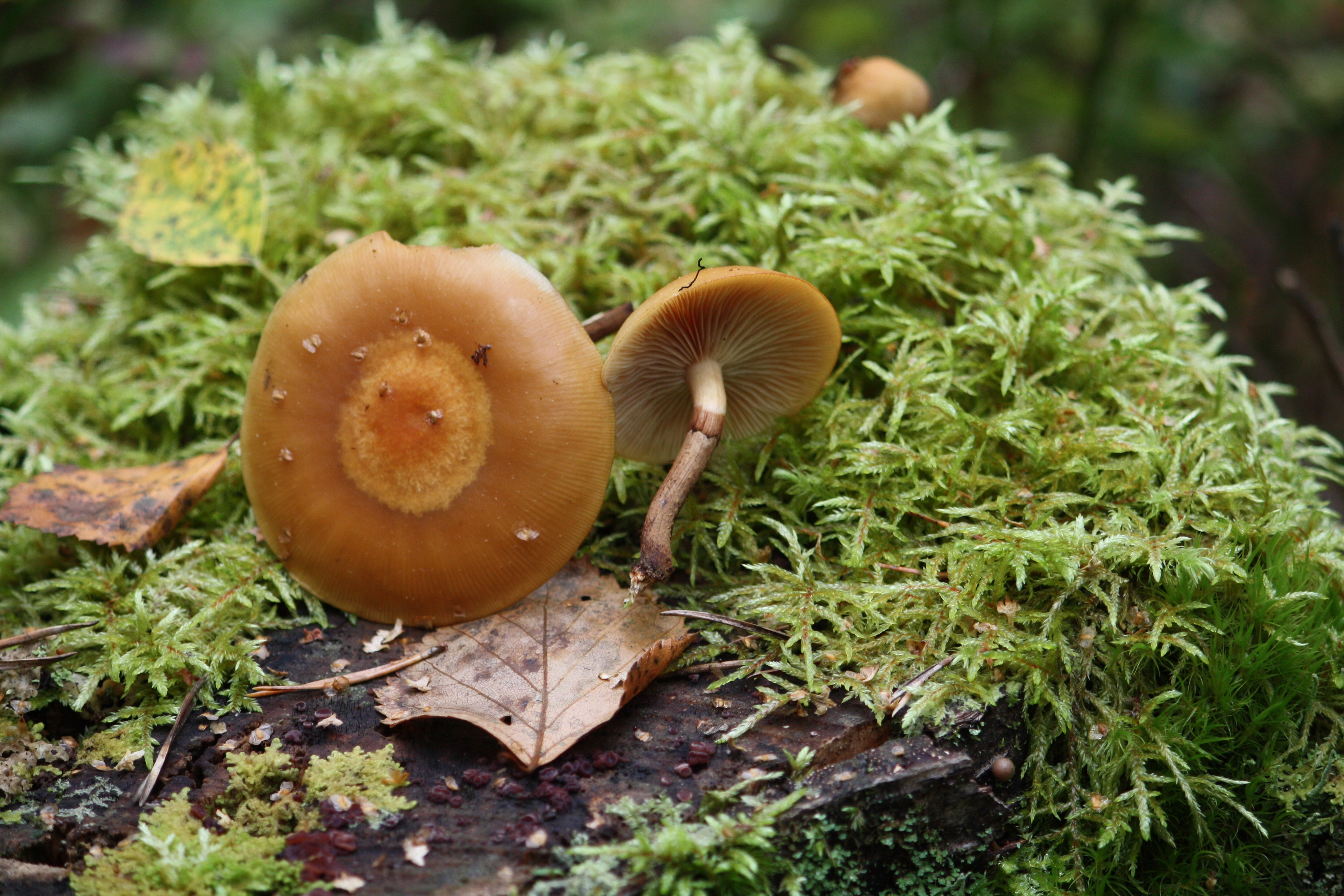
K. mutabilis, secțiune longitudinală
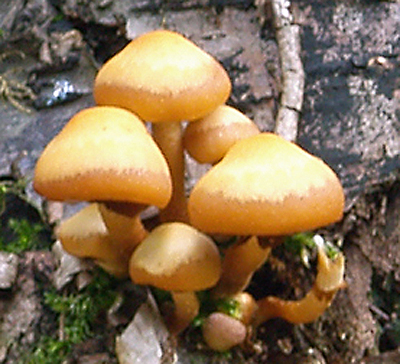
K. mutabilis tinere
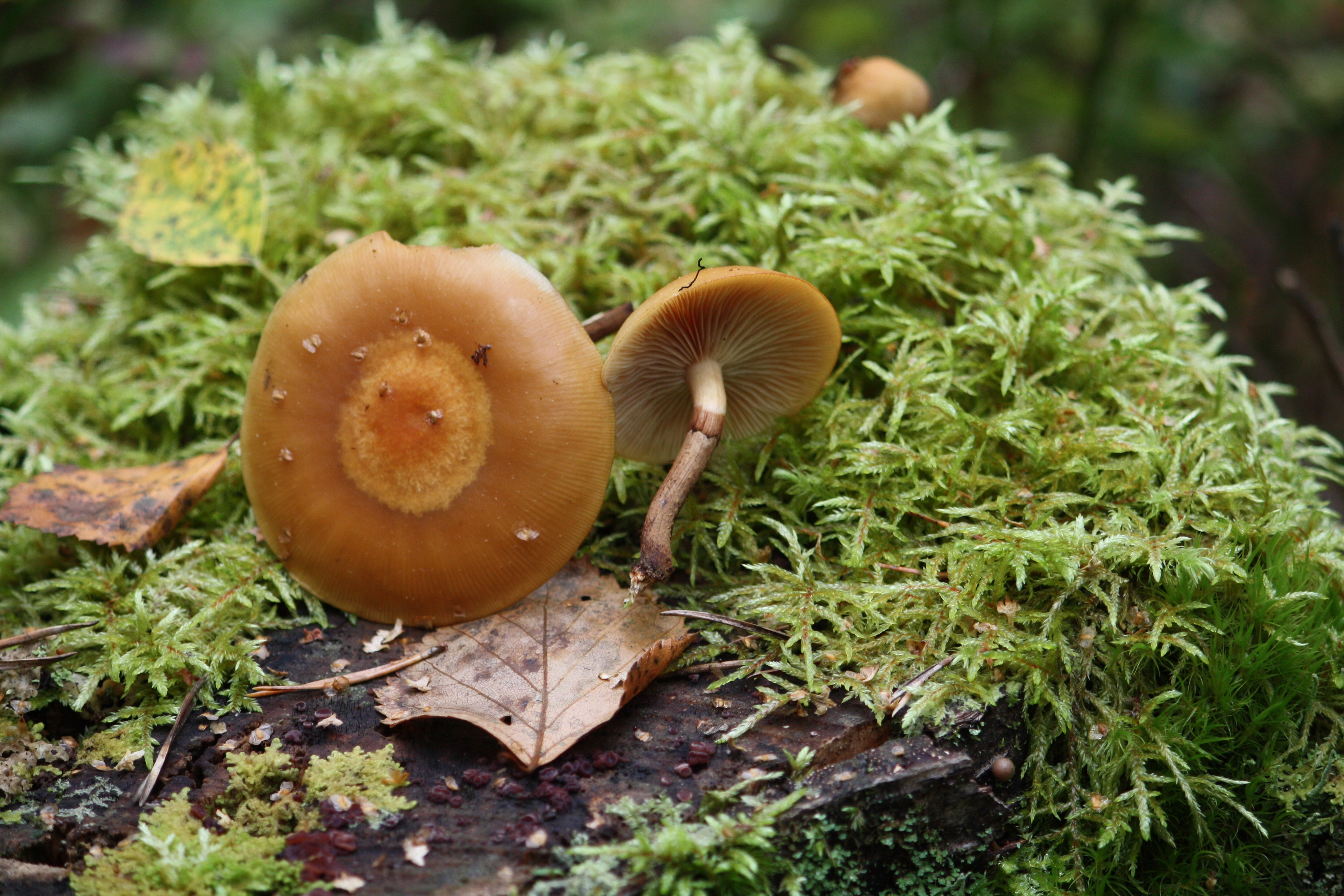
K. mutabilis bătrâne

## Confuzii

### Confuzii cu ciuperci comestibile
Armillaria mellea, Armillaria tabescens, Flammula alnicola sin. Pholiota alnicola (comestibilă) Flammulina velutipes, sin. Collybia velutipes, Hypholoma capnoides, Kuehneromyces lignicola, sin, Pholiota vernalis (fără valoare culinară), Pholiota lignicola (probabil comestibilă, dar poate fi confundată extrem de ușor cu letala Galerina marginata), Pholiota graminis sin. Flammula graminis (Quél.), Psathyrella candolleana, Psathyrella piluliformis;

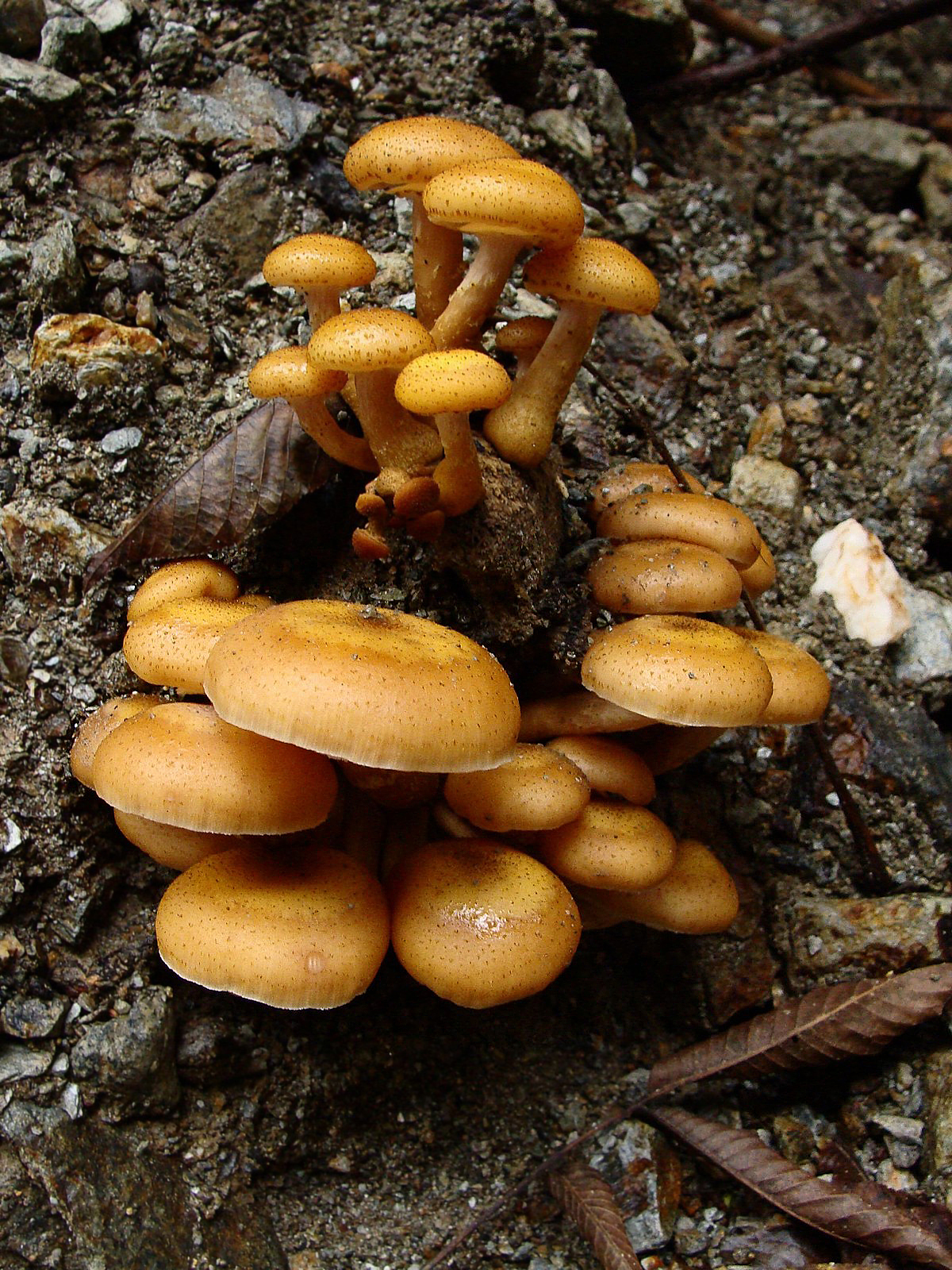
Armillaria mellea
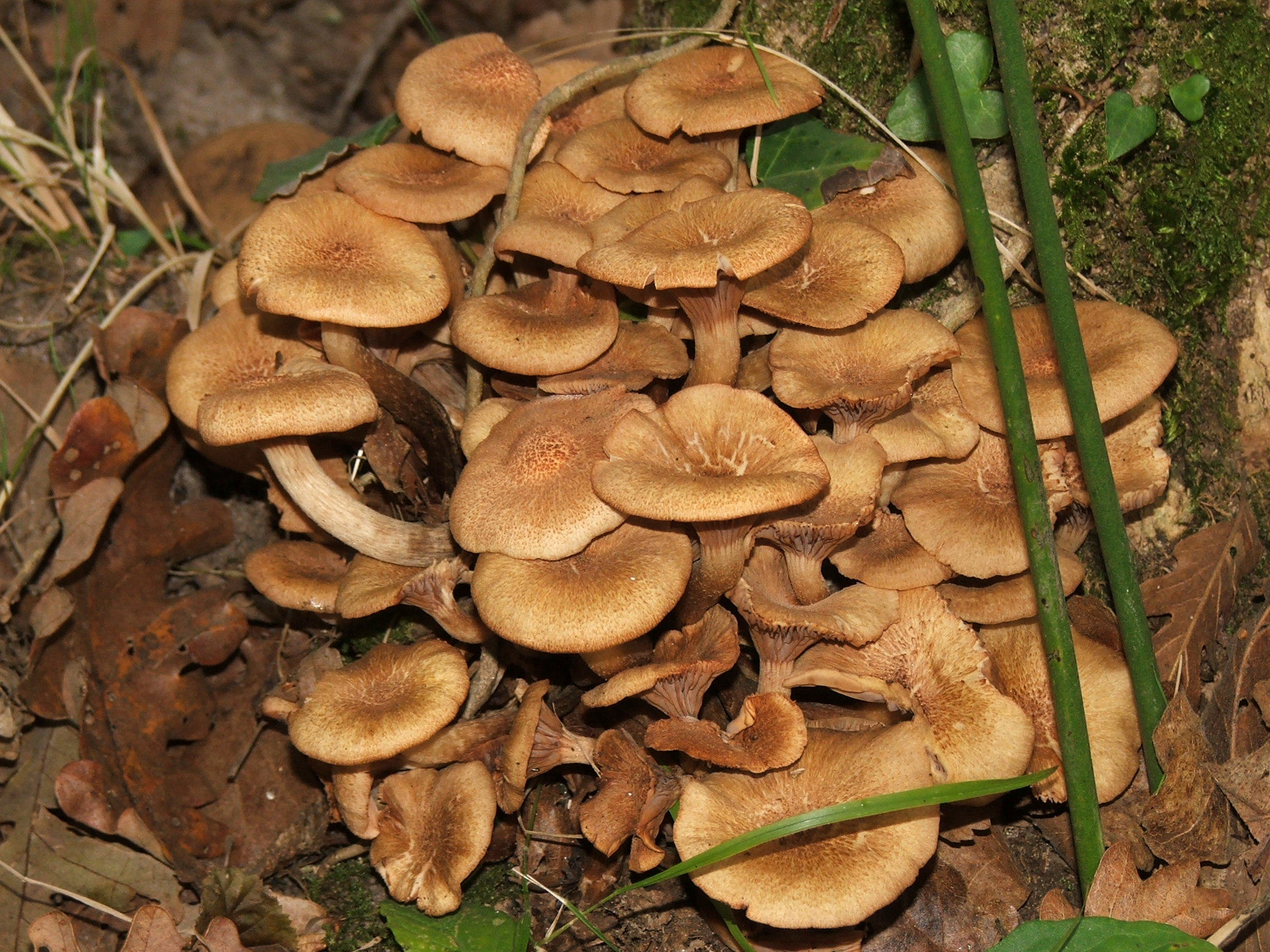
Armillaria tabescens
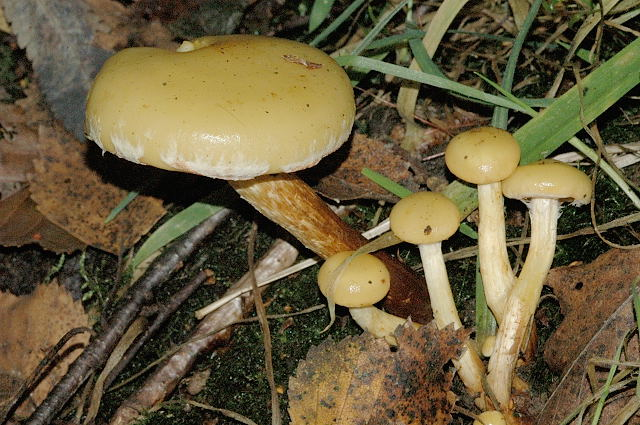
Flammula alnicola sin. Pholiota alnicola
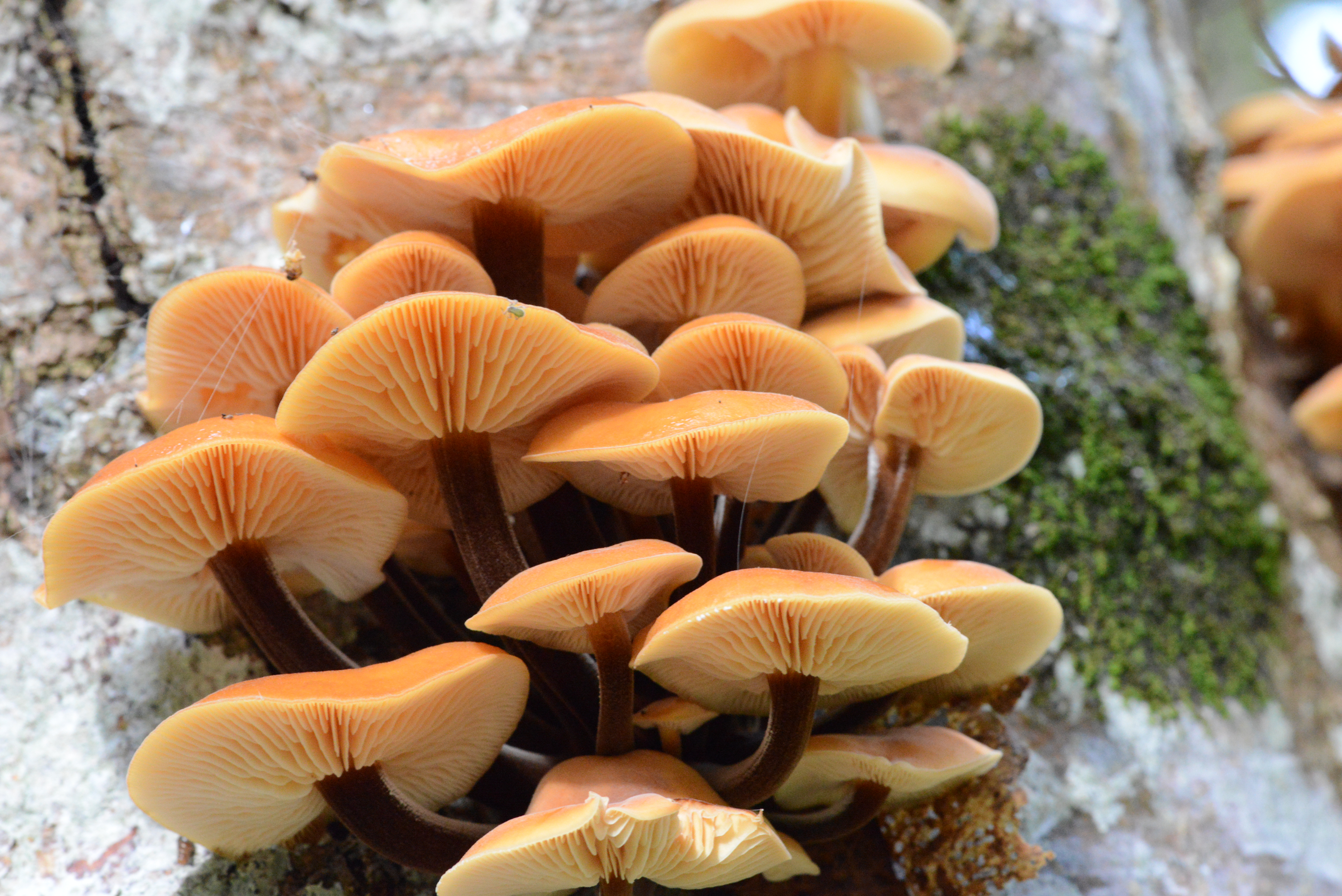
Flammulina velutipes
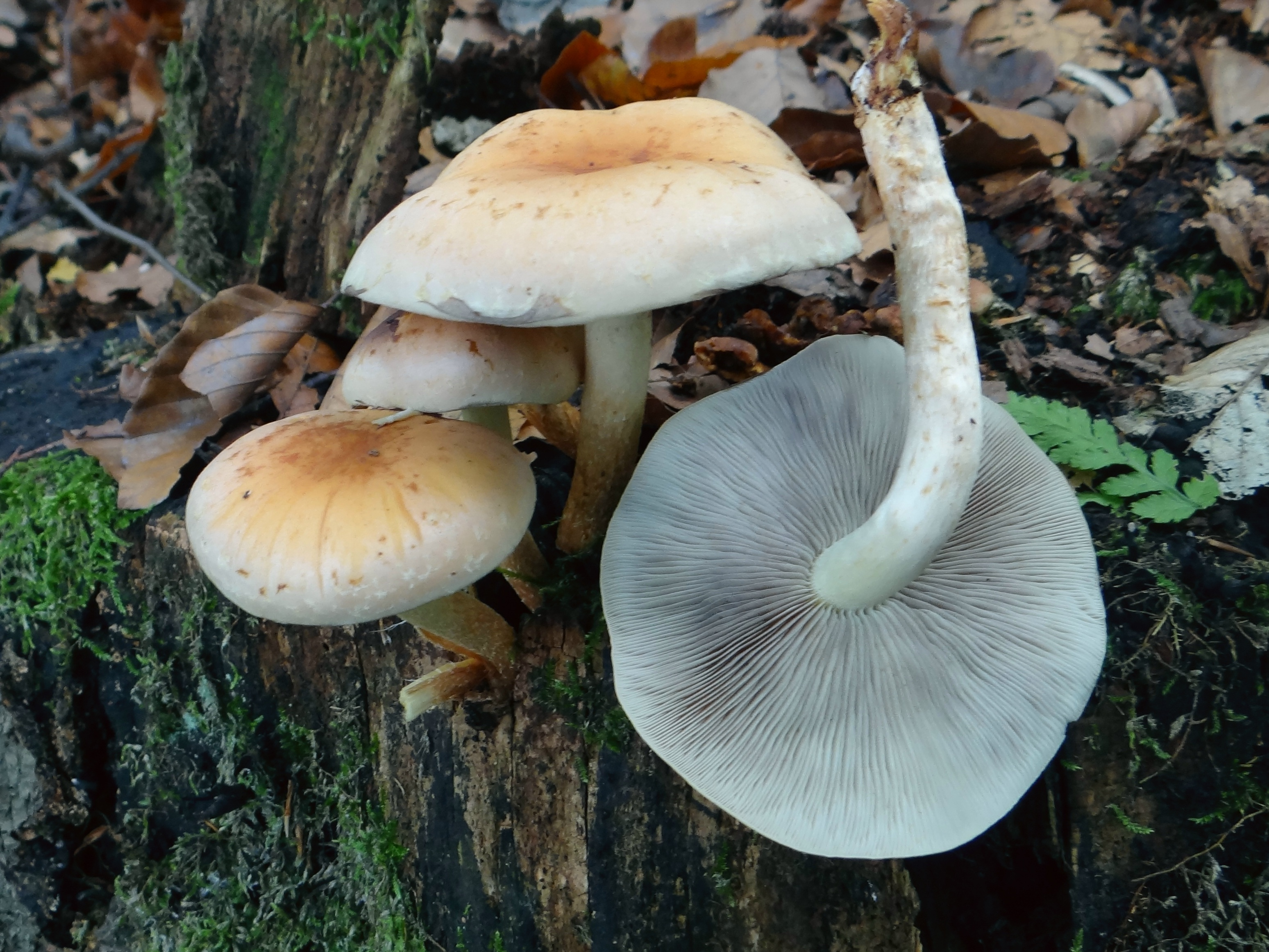
Hypholoma capnoides
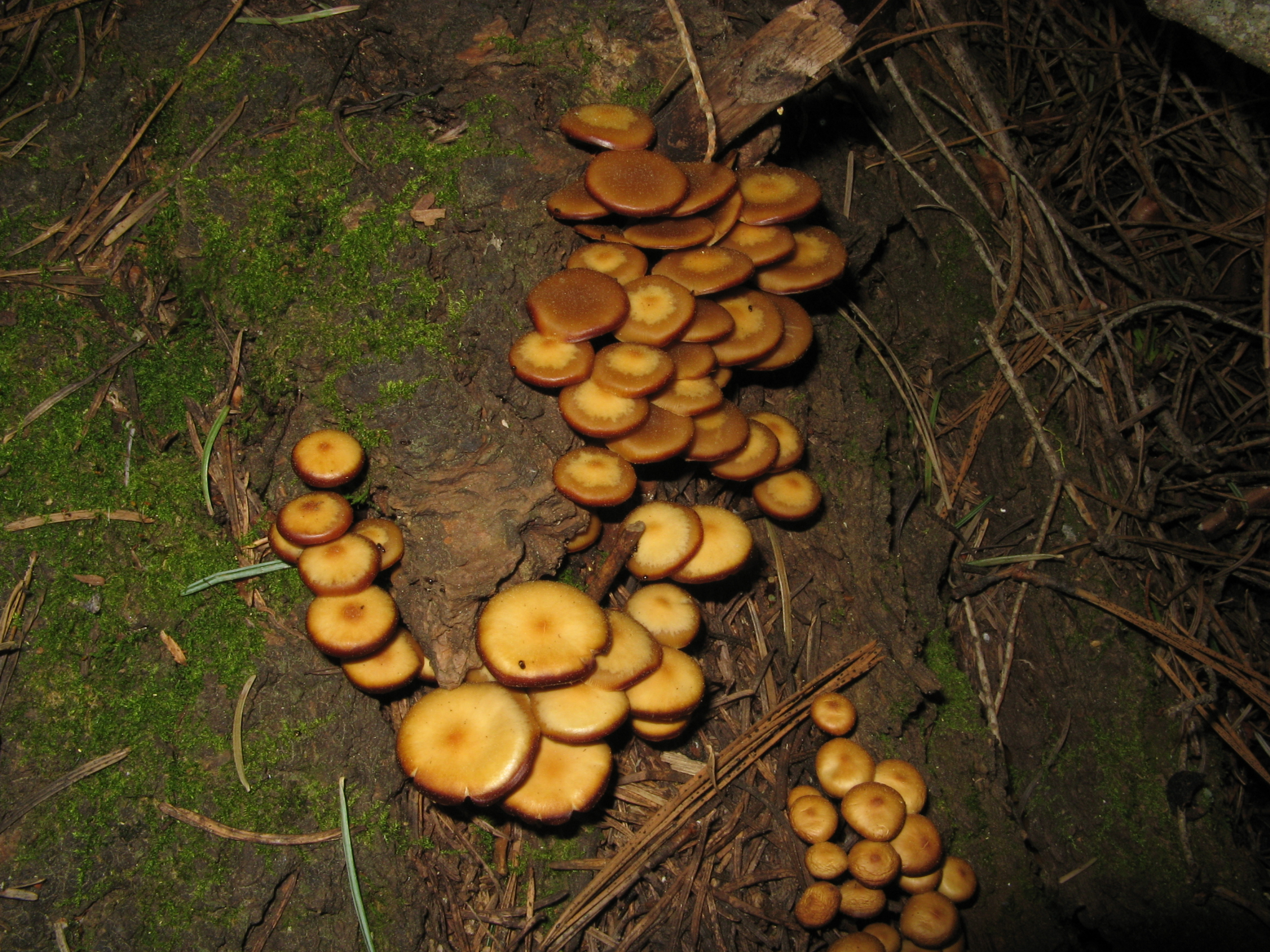
Kuehneromyces lignicola
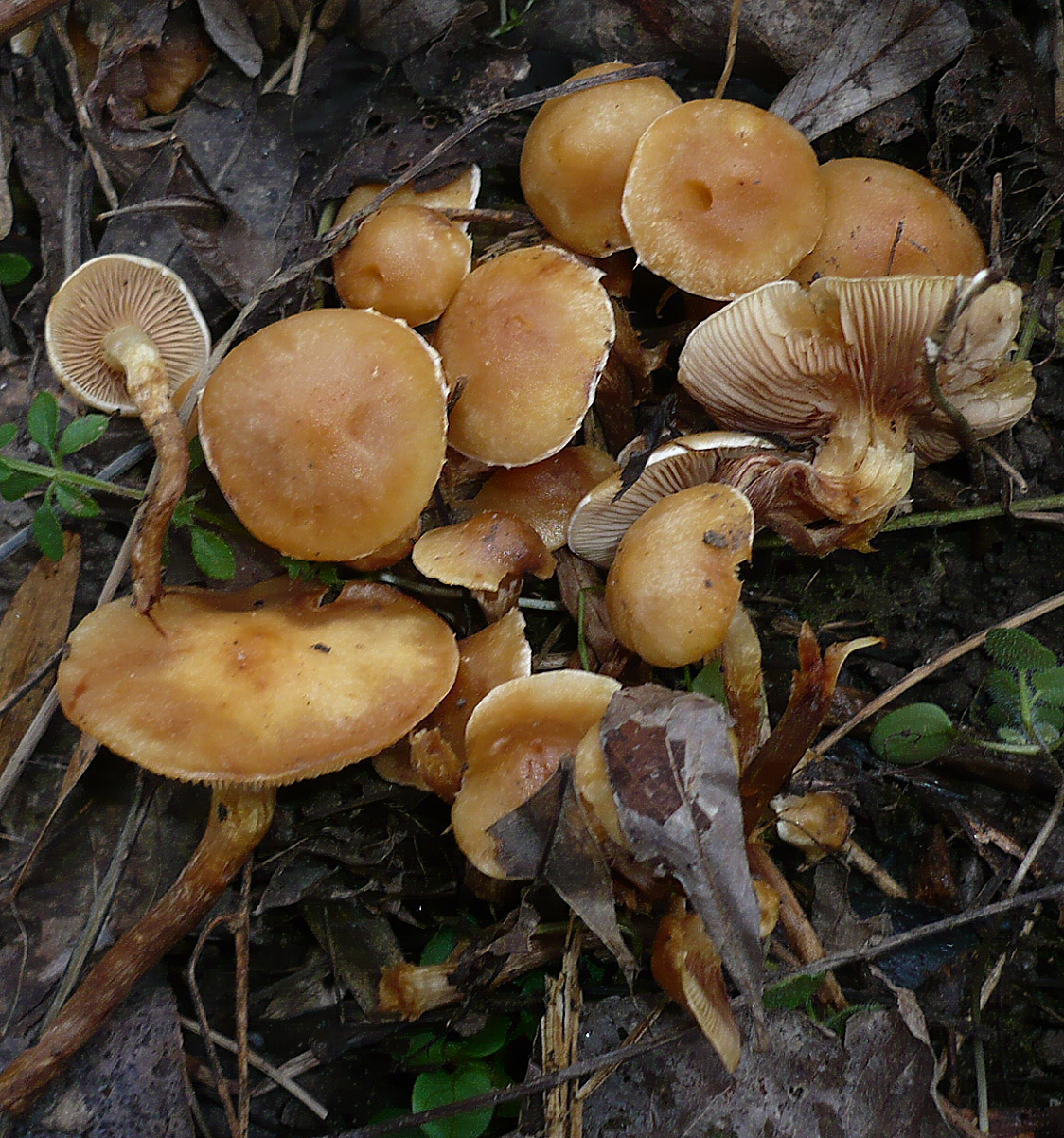
Pholiota graminis
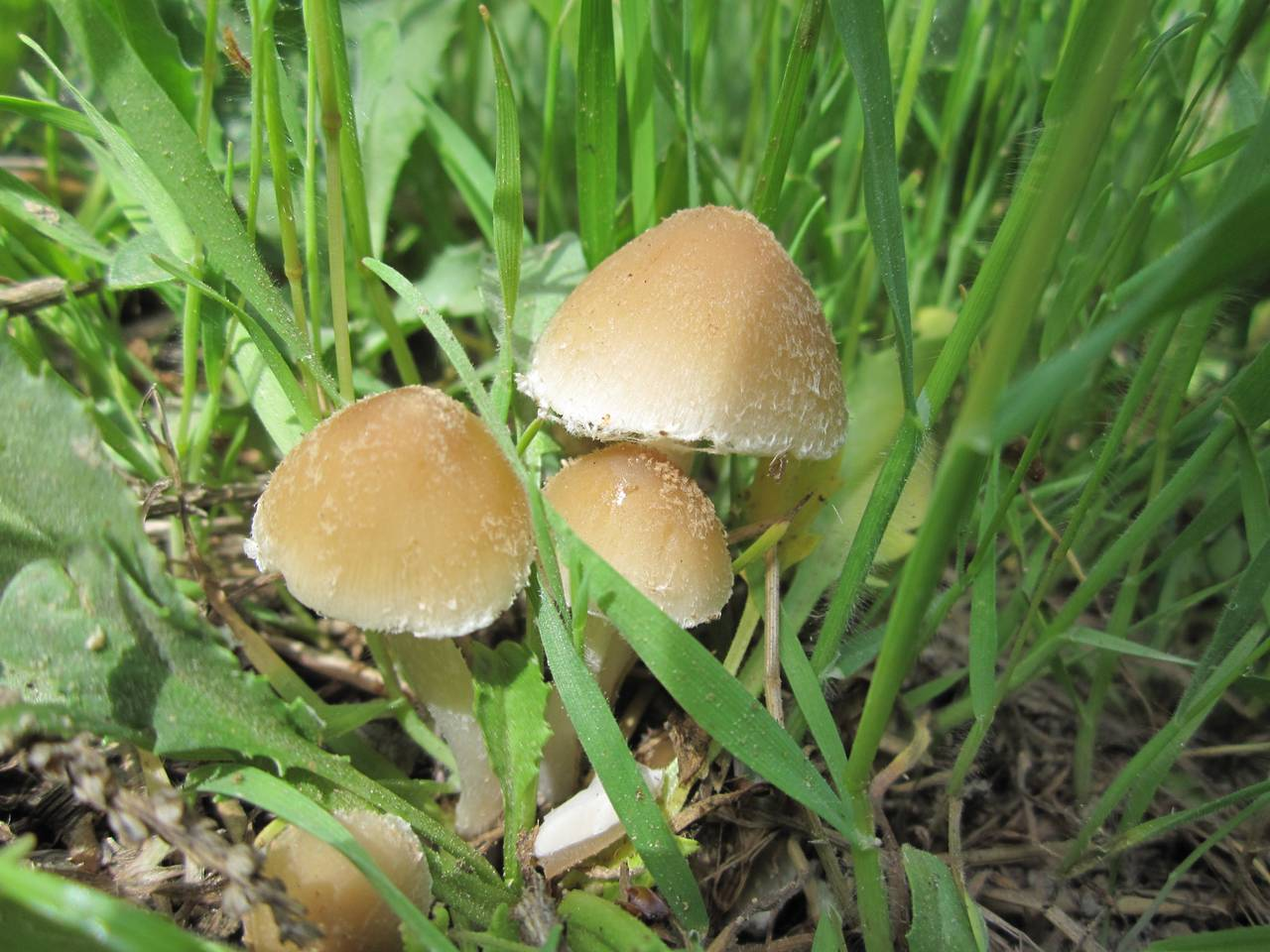
Psathyrella candolleana
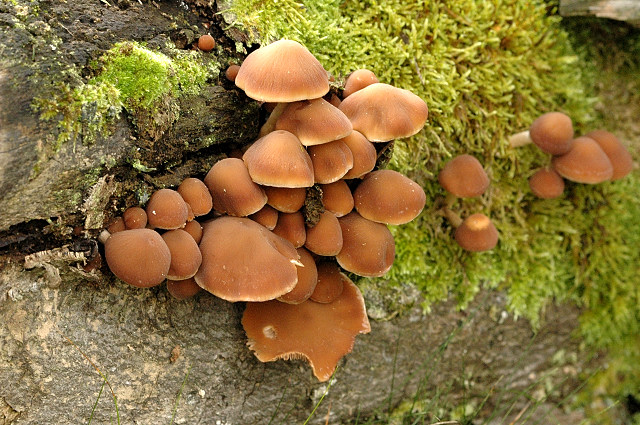
Psathyrella piluliformis

### Confuzii cu ciuperci necomestibile sau otrăvitoare
Galerina marginata (letală), Hypholoma fasciculare (amară și otrăvitoare), Hypholoma lateritium sin. Hypholoma sublateritium, Naematoloma sublateritium (amară și otrăvitoare), Hypholoma marginatum, (amară, necomestibilă) Pholiota lucifera (probabil otrăvitoare), Psatyrella fusca sin. Hypholoma appendiculatum (probabil otrăvitoare), Stropharia squamosa sin. Leratiomyces squamosus (necomestibilă);

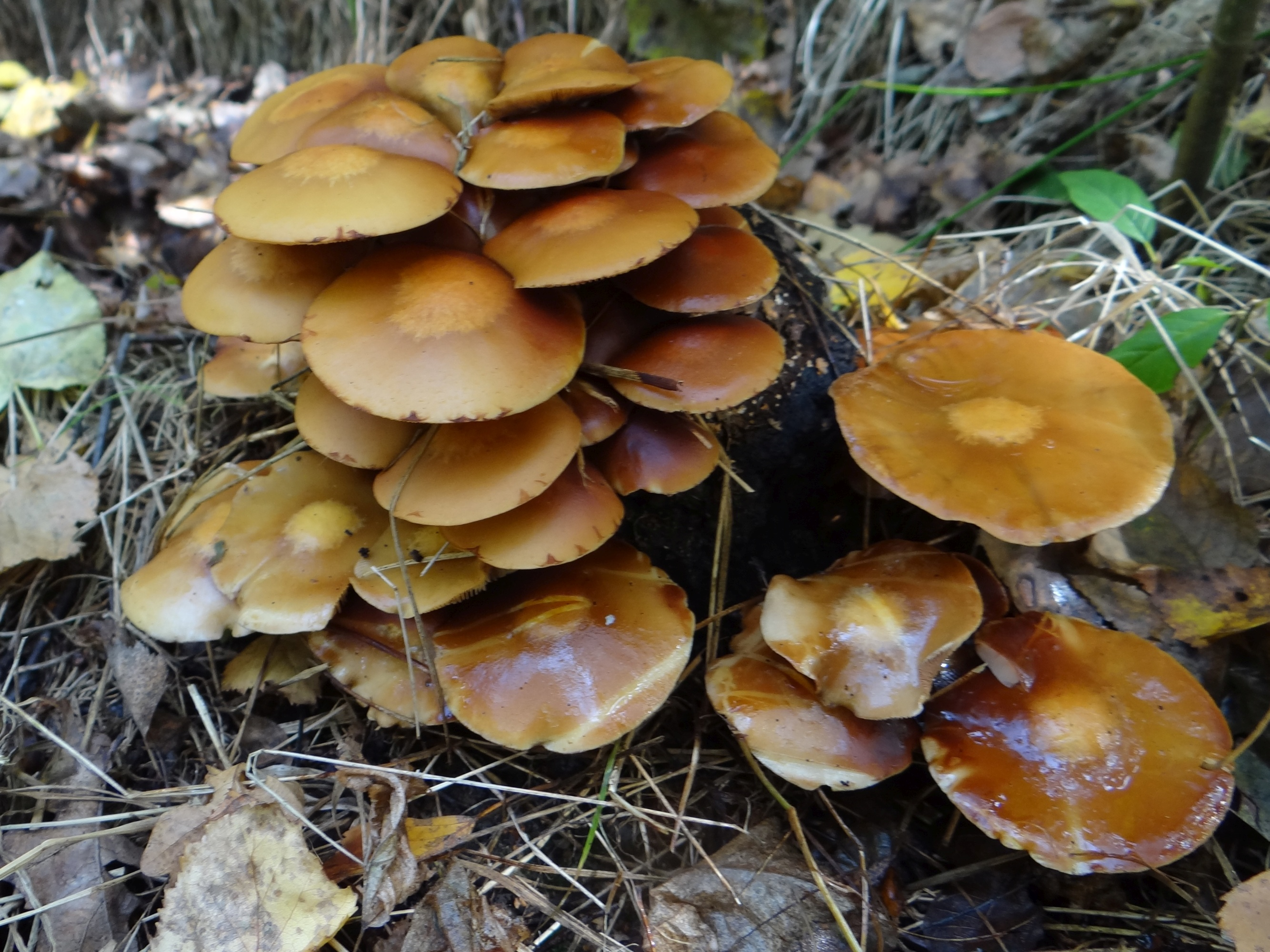
Galerina marginata
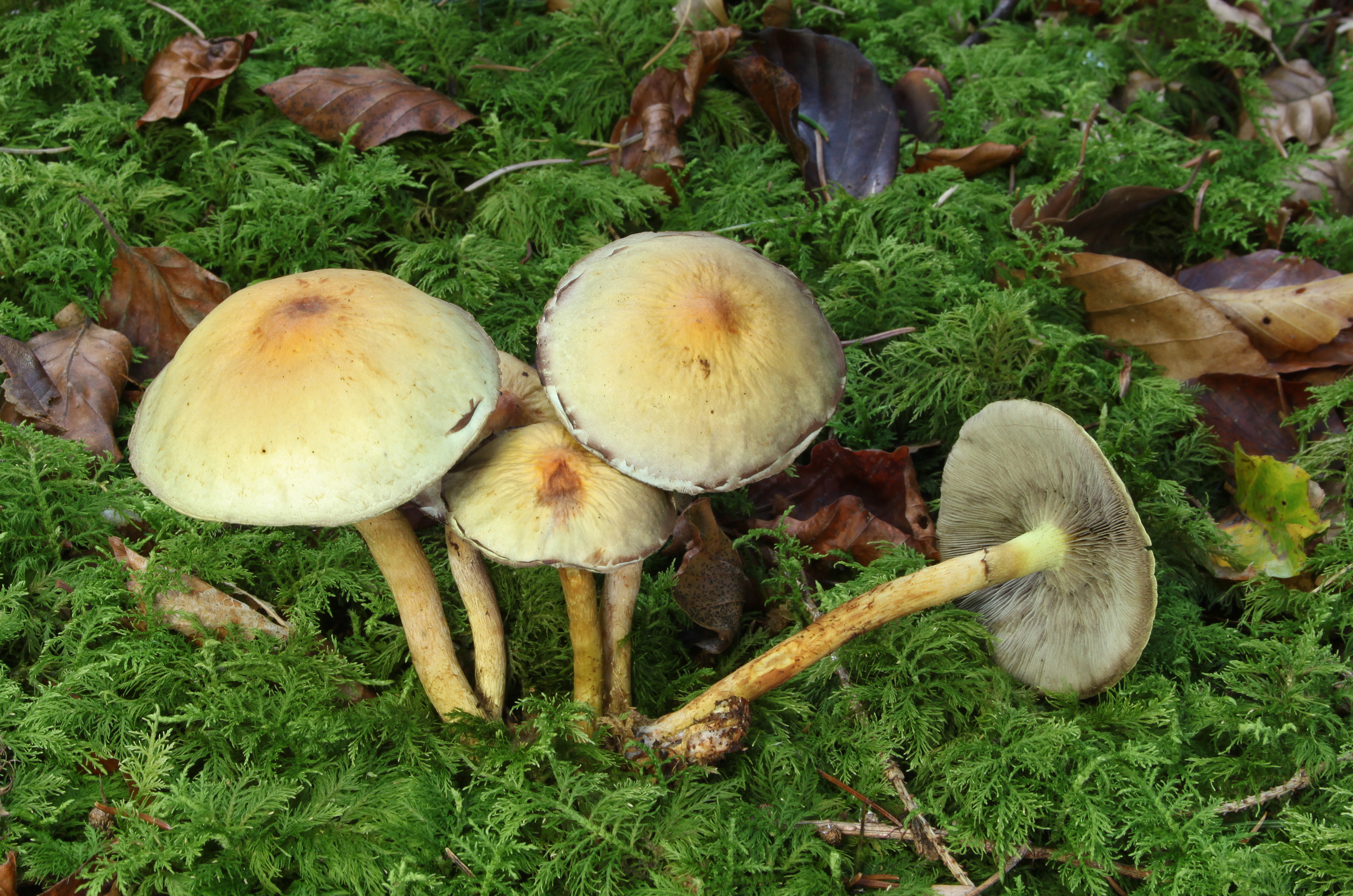
Hypholoma fasciculare
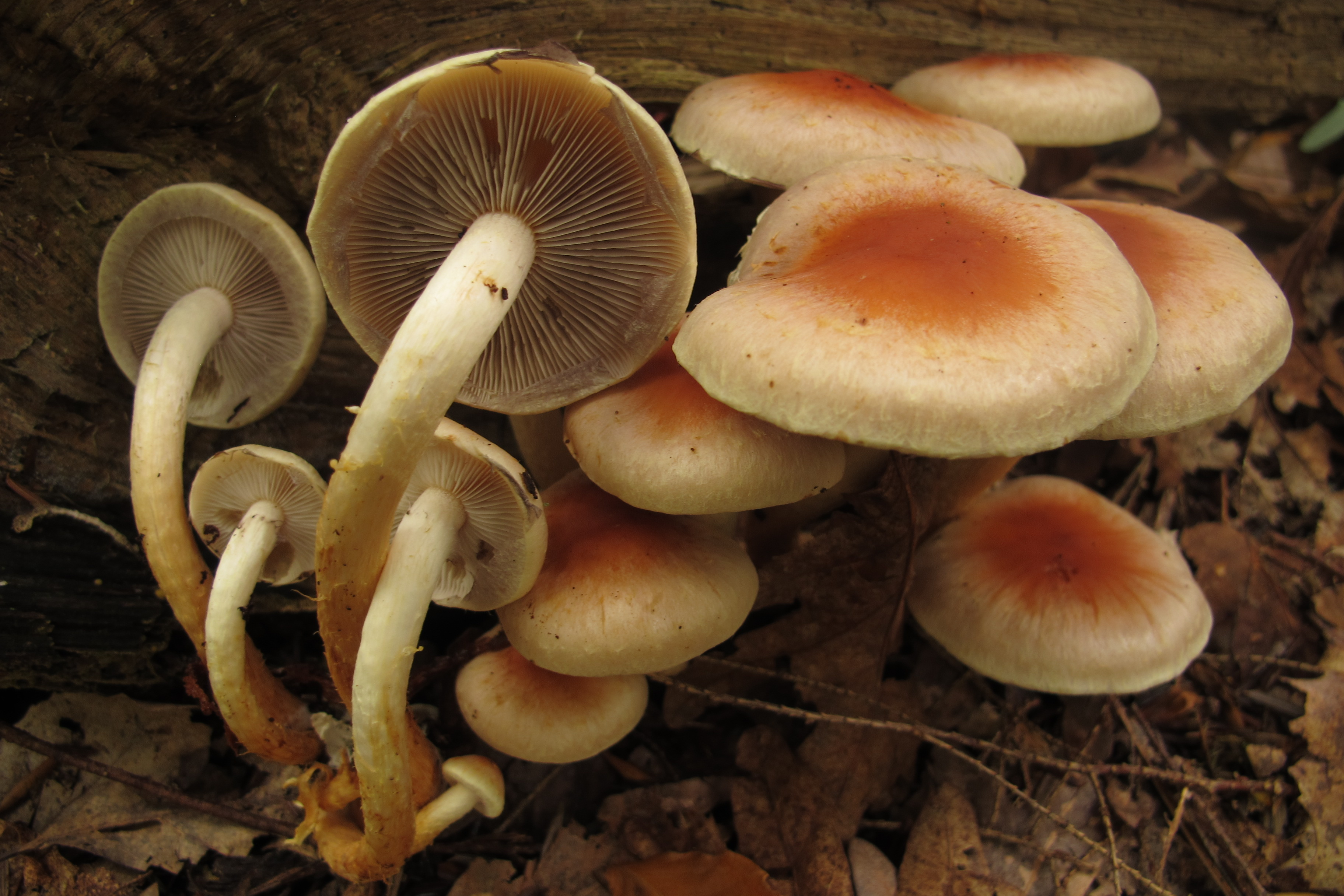
Hypholoma lateritium
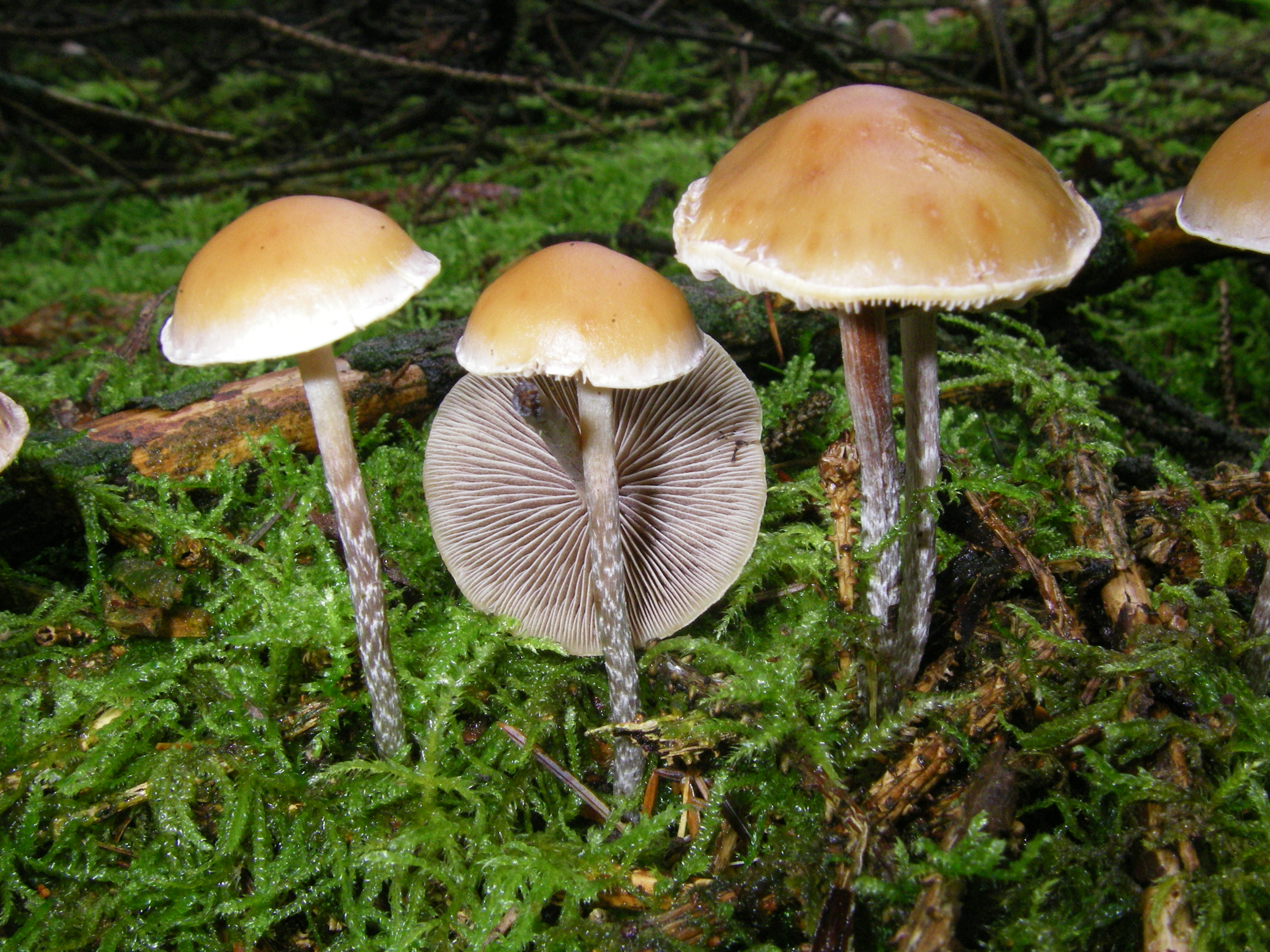
Hypholoma marginatum
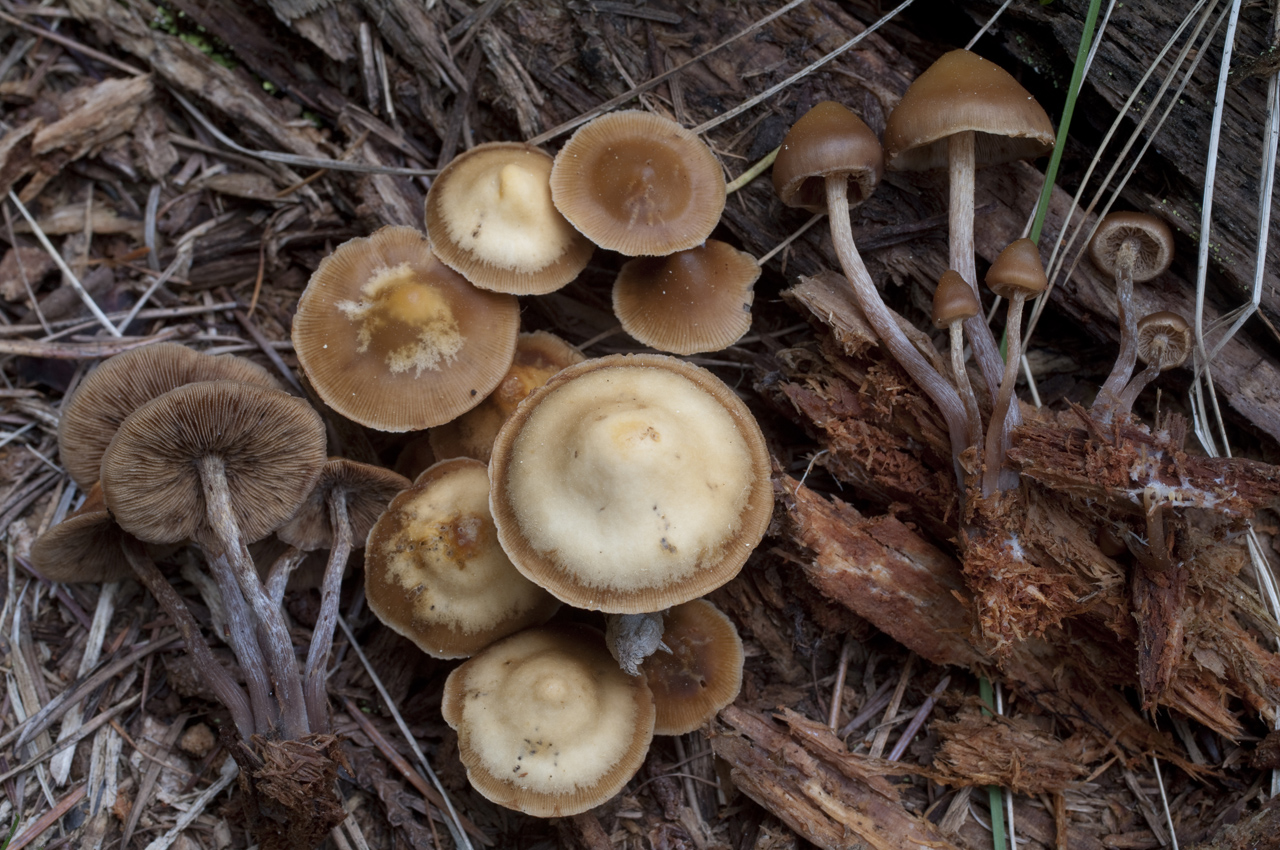
Kuehneromyces lignicola
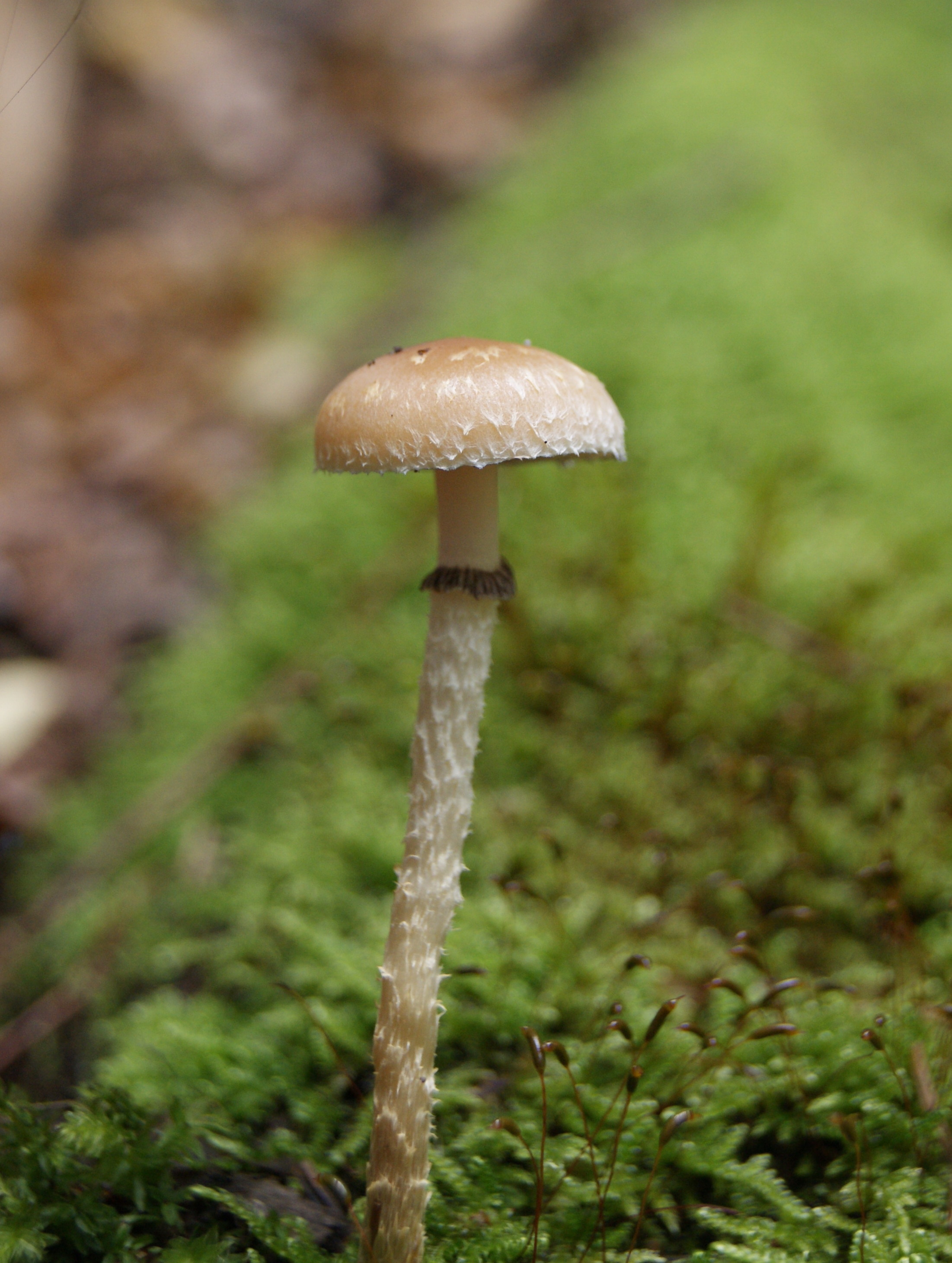
Stropharia squamosa

### Confundare fatală
Prenumele buretelui, „mutabilis”, înseamnă „schimbător”. Tocmai acesta este aspectul cel mai important, deoarece buretele se poate prezenta în multe variații de culoare și aspect, în funcție de stadiul vieții în care se află, iar Kuehneromyces mutabilis și Galerina marginata (care provoacă otrăviri letale) cresc nu rar pe același ciot de buștean la același timp. De acea, mare prudență precum în totdeauna atenția la detalii sunt necesare. Pentru a nu confunda aceste două specii, aici cele patru diferențe semnificative:
| - Gheba ciobanului - Cuticula: partea exterioară mereu mai închisă de culoare - Piciorul: zona inelară rămâne vizibilă întotdeauna - Colorit: divers de la zona inelară - Miros: de ciuperci | - Gheba de brad - Cuticula: partea centrală mereu mai închisă de culoare - Piciorul: zona inelară se pierde repede - Colorit: unitar la picior - Miros: de faină |

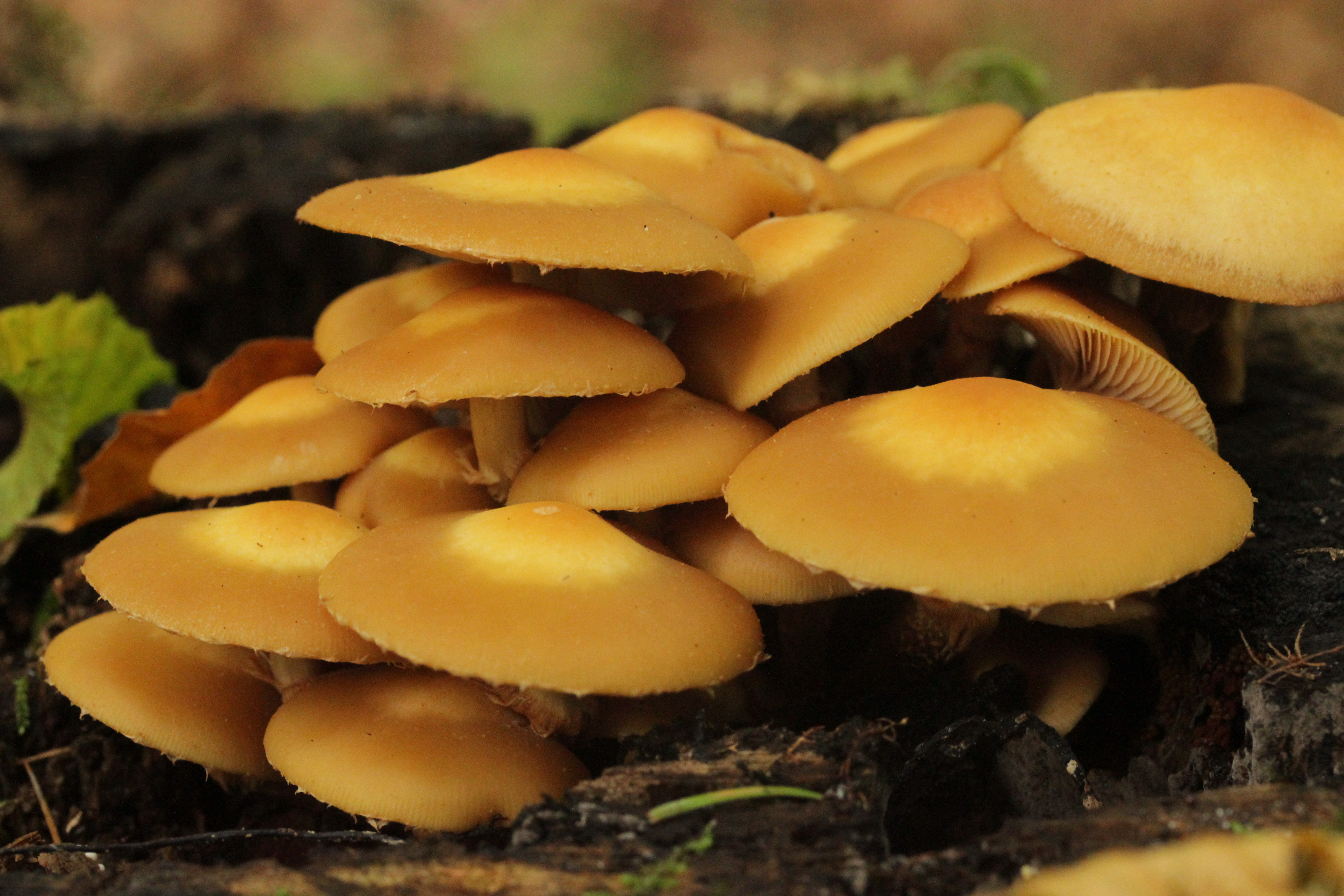
Kuehneromyces mutabilis
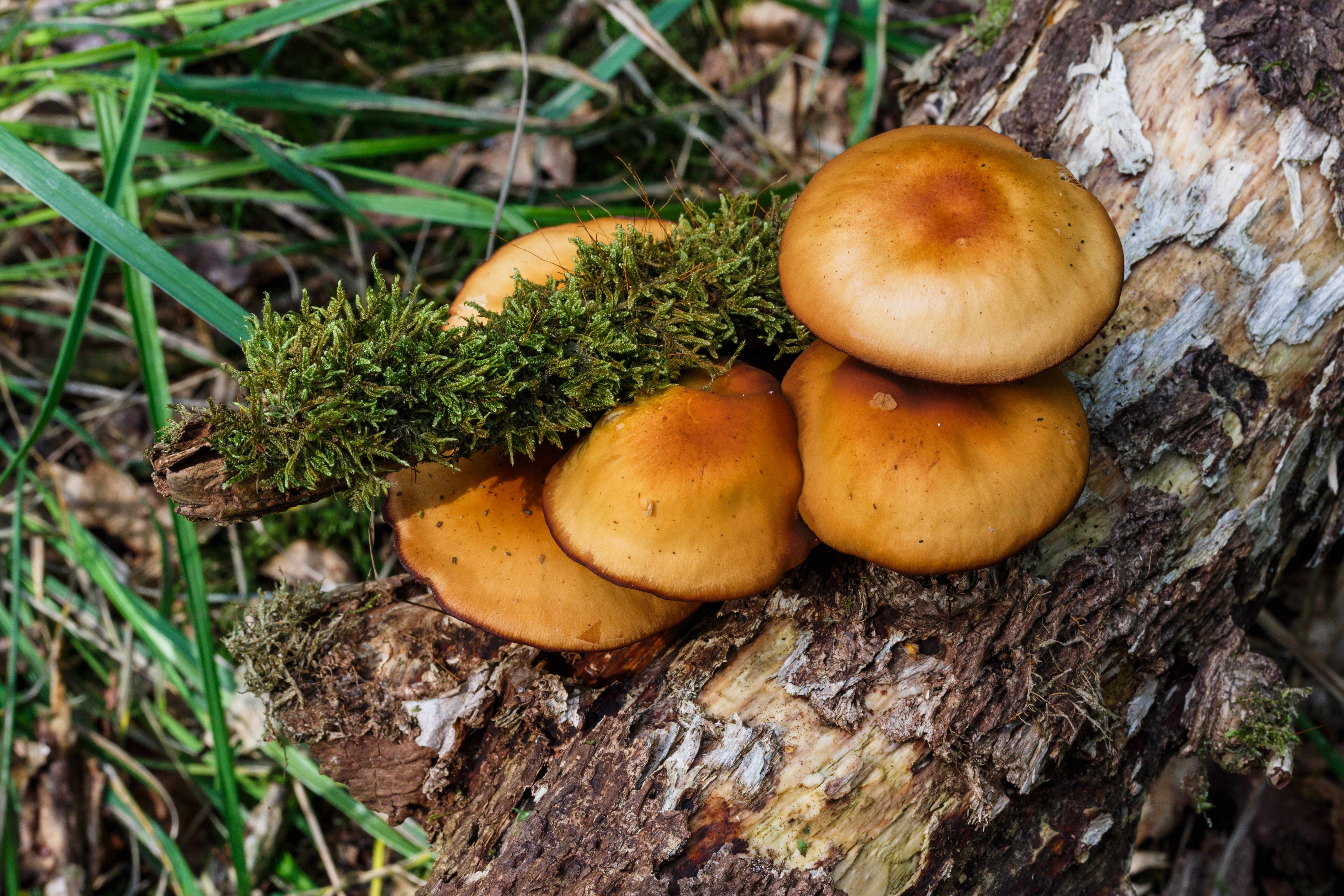
Galerina marginata

## Valorificare

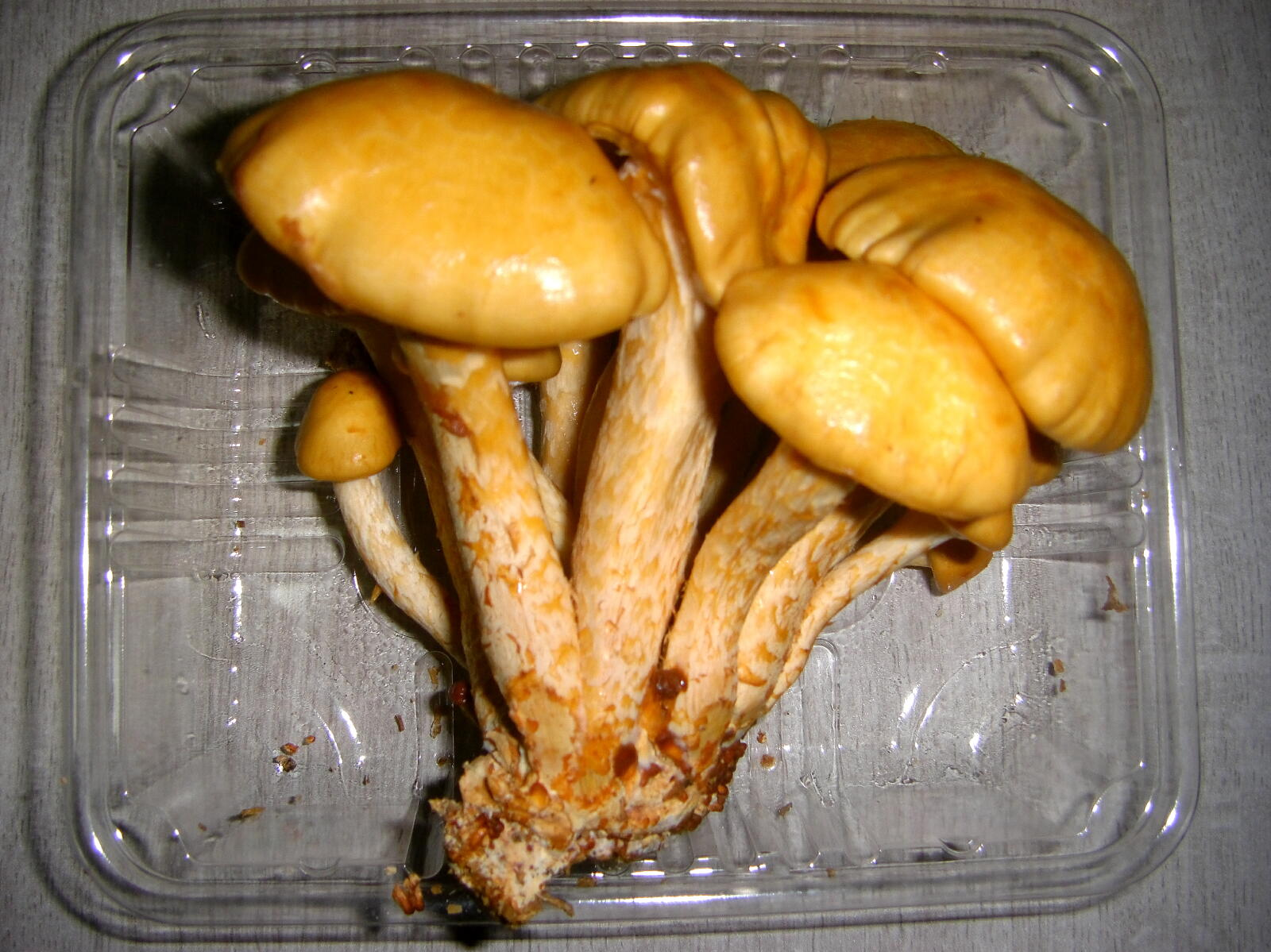
Pholiota nameko

S-au detectat cantități mici de toxine care ar putea declanșa  hemoliza (degenerarea celulelor roșii) precum aglutinarea celulelor roșii, dacă bureții ar fi ingerați cruzi în cantități mari. Când ciupercile sunt fierte sau prăjite, aceste substanțe instabile la căldură nu mai sunt eficiente. Bureții proaspeți pot fi pregătiți ca supă, ciulama, de asemenea împreună cu alte ciuperci de pădure sau adăugați la un sos de carne de vită sau vânat. Mai departe, ei pot fi tăiați felii și congelați. De asemenea este posibilă uscarea iar în continuare pulberăria buretelui într-o mașină electrică. Praful se adaugă pentru ridicarea savorii pentru sosuri de friptură. Foarte gustoși sunt preparați ca Duxelles (un fel de zacuscă).
În ghebele ciobanilor au fost descoperite substanțe active care au efecte antivirale, anti-oxidante, anti-canceroase și antibiotice. În plus, au un conținut ridicat de vitamine și minerale.
Gheba japoneză (Pholiota nameko) se captivează în mod industrial. Ea este vândută în prăvălii și supermarkete.

## Bibiliografie
- Marcel Bon: „Pareys Buch der Pilze”, Editura Kosmos, Halberstadt 2012, ISBN 978-3-440-13447-4
- H. Clémençon: „Pilze im Wandel der Jahreszeiten”, vol. 1 și 2, Editura Éditions Piantanida, Lausanne 1981
- Rose Marie Dähncke: „1200 Pilze in Farbfotos”, Editura AT Verlag, Aarau 2004, p. 526, ISBN 3-8289-1619-8
- Fritz-Martin Engel, Fred Timber: „Pilze, kennen – sammeln – kochen”, Editura Südwest Verlag, 1969 München, p. 60-61
- Ewald Gerhard: „Der große BLV Pilzführer“ (cu 1200 de specii descrise și 1000 fotografii), Editura BLV Buchverlag GmbH & Co. KG, ediția a 9-a, München 2018, ISBN 978-3-8354-1839-4
- Jean-Louis Lamaison & Jean-Marie Polese: „Der große Pilzatlas“, Editura Tandem Verlag GmbH, Potsdam 2012, ISBN 978-3-8427-0483-1
- J. E. și M. Lange „BLV Bestimmungsbuch - Pilze”, Editura BLV Verlagsgesellschaft, München, Berna Viena 1977, ISBN 3-405-11568-2
- Hans E. Laux: „Der große Pilzführer, Editura Kosmos, Halberstadt 2001, ISBN 978-3-440-14530-2
- Till E. Lohmeyer & Ute Künkele: „Pilze – bestimmen und sammeln”, Editura Parragon Books Ltd., Bath 2014, ISBN 978-1-4454-8404-4
- Gustav Lindau, Eberhard Ulbrich: „Die höheren Pilze, Basidiomycetes, mit Ausschluss der Brand- und Rostpilze”, Editura  J. Springer, Berlin 1928
- Meinhard Michael Moser: „Röhrlinge und Blätterpilze - Kleine Kryptogamenflora Mitteleuropas”, ediția a 5-ea, vol. 2, Editura Gustav Fischer, Stuttgart 1983